# Монро (окръг, Мичиган)
Вижте пояснителната страница за други значения на Монро.
Окръг Монро (на английски: Monroe County) е окръг в щата Мичиган, Съединени американски щати. Площта му е 1761 km², а населението - 145 945 души (2000). Административен център е град Монро.